# Gabriel Mbilingi
Gabriel Mbilingi C.S.Sp. (Bândua, Bié, Angola, 17 de gener de 1958) és l'arquebisbe de Lubango. Fou president de la Conferència Episcopal d'Angola i São Tomé (CEAST) durant sis anys, de novembre de 2009 a novembre de 2015.

## Vida
El 26 de febrer de 1984 Gabriel Mbilingi va ingressar a la Congregació de l'Esperit Sant, (llatí: Congregatio Sancti Spiritus; CSSp) i va rebre l'ordenació. El 15 d'octubre de 1999 fou nomenat pel Papa Joan Pau II com a Bisbe coadjutor del bisbat de Lwena, el 6 de gener de 2000, quan el propi Papa el consagrà com a bisbe. Més tard va succeir el seu antecessor, José da Ascensão Próspero Puaty com a bisbe de Lwena, a la província de Huambo. En 2006 fou nomenat arquebisbe coadjutor de l'arquebisbat de Lubango.
El 22 de juliol de 2007 l'Assemblea General de la Conferència de Bisbes de l'Àfrica Austral el va escollir president de l'Assemblea Interregional de Bisbes d'Àfrica del Sud a Luanda (IMBISA).
Amb la renúncia de Dom Zacarias Kamwenho el 6 de setembre de 2009, fou escollit nou arquebisbe de Lubango. El 29 de juny de 2010 fou nomenat pel Papa Benet XVI com el nou metropolità de la Província Eclesiàstica de Lubango a la Basílica de Sant Pere del Vaticà.
Des de setembre de 2013, és el president del Simposi de Conferències Episcopals d'Àfrica i Madagascar.
L'abril de 2015, una setmana després de la massacre de Monte Sumi, participà en una concentració popular promoguda pel Governador de la Província de Lubango, Kundy Paihama, legitimant el crim comès pel Govern d'Angola, segons denúncia de l'Alt Comissariat de les Nacions Unides pels Drets Humans. Malgrat la seva gravetat, el cas fou menystingut dins de les Nacions Unides (no hi ha més referència que una còpia d 'aquest petit text a "News" a la pàgina dedicada al país, malgrat la humiliació del seu representant Rupert Colville, pel Govern angolès, que va exigir Arxivat 2015-08-03 at Archive.is una petició formal de disculpa), plantejant dubtes legítims sobre el seu funcionament. L'empitjorament de la repressió, ja a l'estiu, va portar llavors al periodista angolès i editor de diversos periòdics William Tonet a criticar, en un article d'opinió, la complicitat de l'església amb les atrocitats comeses pel règim: "Estic preocupat pels nous monstres, els qui, sàdicament, destapen xampany per celebrar l'eliminació de l'adversari o l'enemic i sense remordiments encara es dirigeixen a l'església per trobar un capellà, o qualsevol bisbe, que els beneirà a canvi d'uns "dolars de sang", tornant així al cèlebre títol del periodista i activista Rafael Marques de Morais, Diamants de Sang Arxivat 2015-04-02 a Wayback Machine..